# Aleksandr Belov Cup 1999
De Aleksandr Belov Cup 1999 was een basketbaltoernooi in Europa dat in Sint-Petersburg in september 1999 werd gehouden. Vier topteams uit Europa namen deel aan dit toernooi: Spartak Sint-Petersburg, Chimki Oblast Moskou, Oekraïne en Kalev Tallinn. Oekraïne won het goud.
|  | halve finale (september) | halve finale (september) |    |                      | finale (september) | finale (september) |
|  |                          |                          |    |                      |                    |                    |
|  |                          |                          |    |                      |                    |                    |
|  | Oekraïne                 | 89                       |    |                      |                    |                    |
|  | Chimki Oblast Moskou     | 68                       |    |                      |                    |                    |
|  |                          |                          |    |                      |                    |                    |
|  |                          |                          |    |                      |                    |                    |
|  |                          |                          |    |                      | Oekraïne           | 71                 |
|  |                          | Spartak Sint-Petersburg  | 66 |                      |                    |                    |
|  |                          |                          |    |                      |                    |                    |
|  |                          |                          |    |                      | Derde plaats       |                    |
|  |                          |                          |    |                      |                    |                    |
|  | Spartak Sint-Petersburg  | 98                       |    | Chimki Oblast Moskou | 77                 |                    |
|  | Kalev Tallinn            | 77                       |    |                      | Kalev Tallinn      | 78                 |

## Eindklassering
| #      | Land                    |
| ------ | ----------------------- |
| Goud   | Oekraïne                |
| Zilver | Spartak Sint-Petersburg |
| Brons  | Kalev Tallinn           |
| 4      | Chimki Oblast Moskou    |

1979 · 1991 · 1995 · 1996 · 1997 · 1998 · 1999 · 2001 · 2002 · 2003 · 2004 · 2005 · 2006 · 2007 · 2008 · 2009 · 2010 · 2011 · 2012 · 2017 · 2018 · 2021 · 2022 · 2023 · 2024